# Operation Mockingbird
Operation Mockingbird (deutsch Operation Spottdrossel) bezeichnet ein in den 1970er Jahren begonnenes Geheimprojekt des US-Außenministeriums zur Beeinflussung der Medien. Während in der Forschung unstrittig ist, dass die Central Intelligence Agency (CIA) immer wieder Versuche unternommen hat, die öffentliche Meinung über Medienberichterstattung zu beeinflussen, ist unklar, ob die CIA intern tatsächlich die Bezeichnung Operation Mockingbird dafür verwendet. Im Fokus der angeblichen Geheimaktion sollen dabei die Staaten der Organisation für wirtschaftliche Zusammenarbeit und Entwicklung (OECD) stehen. Laut einer 1977 von Carl Bernstein veröffentlichten Reportage soll die CIA über 400 Agenten und „kompromittierte Journalisten“ in die Redaktionen der großen Nachrichtenmedien und Medienhäuser eingeschleust haben. Laut dem Historiker Alfred McCoy besitze die US-Regierung noch heute Agenten „in jedem größeren New Yorker Nachrichtenmedium“ (Stand 2017).

## Vorgehensweise
Nach Untersuchungen von 1975 und 1976 wurde öffentlich bekannt, dass die CIA unter dem Namen Operation Mockingbird Aktionen in Kooperation mit großen Nachrichtenmedien und Medienhäusern ausführte, um die öffentliche Meinung über nationale und internationale Ereignisse zu manipulieren. Die Beeinflussung hatte das Ziel, die öffentliche Meinung gegenüber der US-Regierung positiver und gegenüber geopolitischen Rivalen der USA negativer zu gestalten. Die Operation begann schon in den frühen 1950ern und war zur Beeinflussung „unkooperativer Regierungen“, der Entscheidung von Handelskriegen, sowie der Einschüchterung und Ermordung von Personen, die feindlich gegenüber der Politik der USA eingestellt waren, gedacht.
Zu den Aktivitäten der Operation Mockingbird gehörte unter anderem die Unterdrückung von Nachrichten, die die US-Außenpolitik in einem negativen Licht erscheinen lassen, z. B. die Operation PBSUCCESS zum Sturz des demokratisch gewählten Jacobo Árbenz in Guatemala. Die CIA unterhielt zudem ein Netzwerk von mehreren hundert Kontakten in ausländischen Zeitungen, Pressediensten, Verlagen, Fernsehsendern, Zeitschriften und im Rundfunk, die ihre Positionen missbrauchten, um für Unterstützung der US-Außenpolitik zu werben.
Die CIA leugnete die Operation und auch die Einflussnahme auf Medien. Dass Medien – darunter unter anderem The New York Times, ABC, NBC, CBS, Newsweek und The Miami Herald – manipuliert wurden, ist inzwischen jedoch erwiesen. Die CIA verfasste Inhalte für ihre Agenten und kompromittierte Journalisten, die diese anschließend in Nachrichtenmedien veröffentlichten. Da es für Journalisten üblich ist, Informationen und Inhalte anderer Nachrichtenagenturen zu kopieren, veröffentlichten und verbreiteten selbst ahnungslose Journalisten Inhalte, die ursprünglich von der CIA verfasst wurden. Außerdem koordinierte die CIA ihre Aktivitäten eng mit einflussreichen Medienschaffenden wie Arthur Hays Sulzberger, einem ehemaligen Herausgeber der New York Times. Das kollektive Ergebnis dieser Praktiken ist, dass von der CIA verfasste Nachrichten und Desinformation unter dem Deckmantel des authentischen Journalismus verbreitet werden.

## Geschichte

### Frank Gardiner Wisner
Frank Gardiner Wisner wurde 1947 von Dean Acheson in das Office of Occupied Territories des Außenministeriums der Vereinigten Staaten eingestellt. Am 28. April 1947 ernannte George C. Marshall George F. Kennan zum Leiter der Policy Planning Staff (PPS) (später in Office of Policy Coordination umbenannt). Der PPS und William L. Clayton entwickelten maßgeblich das European Recovery Program ERP, welches George C. Marshall am 5. Juni 1947 bei einem Vortrag an der Harvard University vorstellte. Wisner leitete die Operation Mockingbird, die aus Mitteln des Marshallplans Öffentlichkeitsarbeit im Sinne der Containment-Politik organisierte. Das Office of Strategic Services im Verteidigungsministerium der Vereinigten Staaten wurde von 1946 bis zum 18. September 1947 von der Central Intelligence Group unter Hoyt S. Vandenberg im Außenministerium der Vereinigten Staaten abgelöst.

### Verdeckte Öffentlichkeitsarbeit
Vor dem Hintergrund der Rivalität von Dean Acheson mit J. Edgar Hoover leistete Joseph McCarthy einen Beitrag zur Aufklärung der Aktivitäten des US-Außenministeriums in Sachen Öffentlichkeitsarbeit. 1950 offenbarte er in einer Rede, er würde über eine Liste mit 250 Mitarbeitern des Außenministeriums, die Mitglied der kommunistischen Partei seien, verfügen.
Aus der Präsidentschaftswahl in den Vereinigten Staaten 1952 ging Dwight D. Eisenhower siegreich hervor. Zu diesem Wahlerfolg hat die Parteinahme von Henry Luce in Time und Life sowie eine antikommunistische Mobilisierung durch Joseph McCarthy wesentlich beigetragen.
Joseph McCarthy erhielt den Vorsitz im Senate Committee on Government Operations.
In der ersten Jahreshälfte 1953 wurde eine Anhörung zum Thema International Information Administration (IIA) durchgeführt. Die IIA eine Abteilung des State Department hatte einen Etat von 100 Millionen US-Dollar und beschäftigte Anfang 1953 etwa 10.000 Mitarbeiter. Neben der Voice of America gehörte in ihren Verantwortungsbereich der 1953 in United States Information Service umbenannte Foreign Information Service. In dessen annähernd 200 Information Centers waren die unterschiedlichsten Kultur-, Informations- und Weiterbildungsprogramme lokalisiert. Von diesem Haushalt wurde der Betrieb von als Amerika-Häuser bezeichneten Bibliotheken bestritten. 41 Information Centers waren zur Reeducation in der Bundesrepublik Deutschland und in West-Berlin eingerichtet worden.

### Family-Jewels-Report
Während der Watergate-Affäre am 7. Mai 1973 gab James R. Schlesinger den Auftrag zu einem Dossier über die Tätigkeit seines Amtsvorgängers Richard Helms, der im August 1952 – als das Office of Policy Coordination und das Office of Special Operations im Directorate of Plans (DPP) unter Frank Wisner zusammengelegt wurden – den operativen Teil der Abteilung leitete.
Das Dossier wurde unter dem Nachfolger William Colby als geheim klassifiziert und wanderte ins Archiv. Am 26. Juni 2007, nach Ablauf der Einstufungsfrist, wurde ein geschwärztes zensiertes Konvolut von 693 Einzelseiten an das unabhängige National Security Archive übermittelt. Darin wurde das Kabinett Kennedy für eine Telekommunikationsüberwachung vom 12. März bis 15. Juni 1963, bei US-Journalisten verantwortlich gemacht.

### Kulturpolitik
Zu den geförderten Institutionen und Einzelpersonen gehörten auch die Träger des Nobelpreises für Literatur Boris Leonidowitsch Pasternak und Heinrich Böll.

### Fortsetzen der Operation
Beweise für das Fortsetzen dieser Operation kamen in den 2000er und 2010er Jahren ans Licht. Es wird vermutet, dass die Beeinflussung von Medien – eventuell unter einem anderen Namen – unvermindert fortgesetzt wird. Beispielsweise instruiert das Pentagon eigentlich pensionierte US-Generäle, wie sie in Interviews über die Kriege der US-Regierung sprechen sollen. Diese Generäle werden in Medien anschließend als „unabhängige Experten“ zitiert, obwohl sie eigentlich nichts weiter als „Nachrichtenmultiplikatoren“ des Pentagon seien. Zudem besitze die US-Regierung nach anonymen Quellen weiterhin Agenten in jedem größeren US-amerikanischen Nachrichtenmedium.